# معاهدة دارين

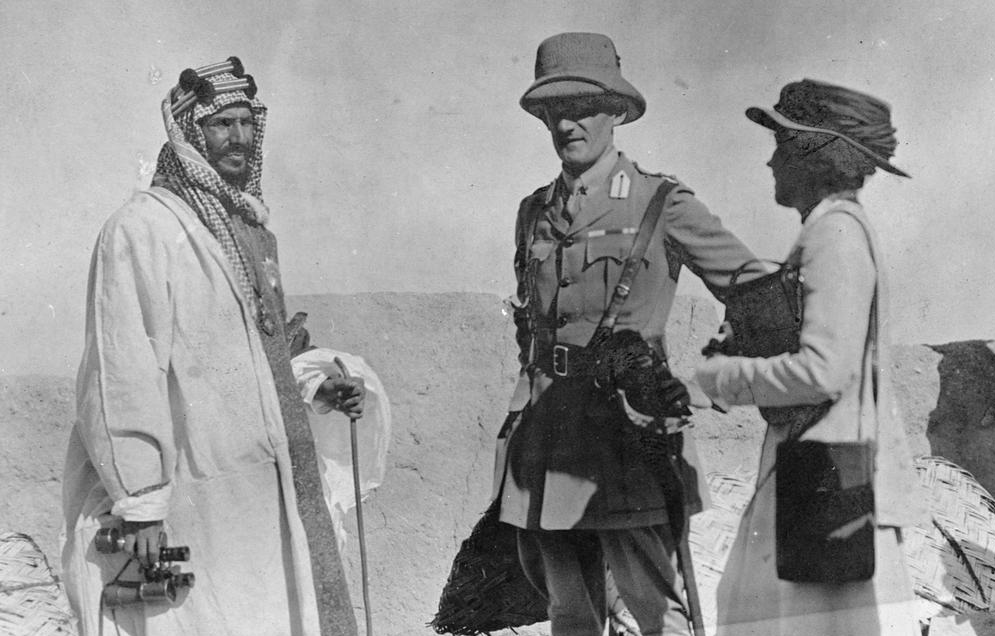
أمير نجد عبد العزيز بن عبد الرحمن آل سعود مع بيرسي كوكس في البصرة عام 1916م، بعد عام واحد من عقد معاهدة دارين

معاهدة دارين، كانت معاهدة بين أمير نجد عبد العزيز بن عبد الرحمن آل سعود وبريطانيا، انتهت المباحثات ووقعت المعاهدة في 26 ديسمبر 1915 بين الملك عبد العزيز والسير بيرسي كوكس، المعتمد السياسي البريطاني ممثل عن الحكومة البريطانية.
نصت المعاهدة على اعتراف الحكومة البريطانية بأن مناطق نجد والأحساء والقطيف والجبيل تابعة للملك عبد العزيز. وقع على المعاهدة في دارين على جزيرة تاروت المقابلة لميناء القطيف على ساحل الخليج العربي، ولذلك سميت بمعاهدة دارين. و بموجب هذه المعاهدة قامت بريطانيا بإمداد حاكم نجد ببعض المساعدات، المالية والعسكرية، التي طلبها منها. ويذكر خير الدين الزركلي، أن تلك المساعدات، كانت خمسة آلاف جنيه شهرياً، وأربعة رشاشات، وثلاثة آلاف بندقية.
ولعل نشوء الحرب العالمية الأولى من أهم الأسباب التي أدت إلى قيام بريطانيا بهذه المعاهدة فقد كانت تسعى لأن يقوم ابن سعود بضرب ابن رشيد هو حاكم إمارة جبل شمر في ذلك الوقت، حيث كان ابن رشيد يعيق مواصلات بريطانيا العسكرية مع العراق بسبب تحالفه مع العثمانيين ومن الأسباب الأخرى رغبة بريطانيا بأن يحافظ ابن سعود على أمن الخليج العربي ومواصلاته، وسعيها إلى الموازنة بين القوى الموجودة في نجد والحجاز (ابن سعود والشريف حسين).
بموجب هذه المعاهدة أصبحت مملكة نجد والحجاز وملحقاتها محمية بريطانية و أن تتولى بريطانيا مسؤولية الدفاع عن السعودية في حالة التهديدات الخارجية 
وقد ألغيت معاهدة دارين بتوقيع معاهدة جدة عام 1927م، التي اعترفت بموجبها بريطانيا باستقلال مملكة الحجاز ونجد وملحقاتها كاملاً.

## نص المعاهدة
نص معاهدة دارين بين الأمير عبد العزيز بن سعود وبريطانيا في 18 صفر 1334هـ - 26 ديسمبر 1915م:
- بسم الله الرحمن الرحيم

لما كانت الحكومة البريطانية من ناحية، وعبد العزيز بن عبد الرحمن الفيصل آل سعود حاكم نجد والأحساء والقطيف والجبيل والمدن والمراسي التابعة لها، بالأصالة عن نفسه وورثته وخلفائه وعشائره من جهة أخرى، راغبين في توطيد الصلات الودية التي مر عليها وقت طويل ما بين الفريقين وتعزيزها لأجل توثيق مصالحهما، فقد عينت الحكومة البريطانية الليفتننت كولونيل السر برسي كوكس كه. مي.آر.آي.كه.سي. المعتمد البريطاني في خليج العرب مفوضاً من قبلها لعقد معاهدة مع عبد العزيز بن عبد الرحمن الفيصل آل سعود.
- أولاً: تعترف الحكومة البريطانية وتقر بأن نجد والحسا والقطيف والجبيل وتوابعها والتي سيبحث فيها، وتعين أقطارها فيما بعد ومراسيها على خليج العرب هي بلاد ابن سعود وآبائه من قبل. وبهذا تعترف بأن سعود المذكور حاكماً عليها مستقلاً، ورئيساً مطلقاً على قبائلها، وبأبنائه وخلفائه بالإرث من بعده، على أن يكون ترشيح خلفه من قبله ومن قبل الحاكم بعده، وألا يكون هذا المرشح مناوئاً للحكومة البريطانية بوجه من الوجوه، خاصة فيما يتعلق بهذه المعاهدة.
- ثانياً: إذا حدث اعتداء من قبل إحدى الدول الأجنبية على أراضي الأقطار التابعة لابن سعود وخلفائه بدون مراجعة الحكومة البريطانية وبدون إعطائها الفرصة للمخابرة مع ابن سعود وتسوية المسألة، فالحكومة البريطانية تعين ابن سعود بعد استشارته، إلى ذلك القدر، وعلى تلك الصورة اللذين تعتبرهما الحكومة البريطانية فعاليتين لحماية بلدانه ومصالحه.
- ثالثاً: يتفق ابن سعود ويعد بأن يتحاشى الدخول في مراسلة أو وفاق أو معاهدة مع أية أمة أجنبية أو دولة، وعلاوة على ذلك بأن يبلغ حالاً إلى معتمدي السياسة من قبل الحكومة البريطانية كل محاولة من قبل أي دولة أخرى في أن تتدخل في الأقطار المذكورة سابقاً.
- رابعاً: يتعهد ابن سعود بألا يسلم ولا يبيع ولا يرهن ولا يؤجر الأقطار المذكورة ولا قسماً منها، ولا يتنازل عنها بطريقة ما، ولا يمنح امتيازاً ضمن هذه الأقطار لدولة أجنبية بدون رضى الحكومة البريطانية، وبأن يتبع مشورتها دائماً بدون استثناء على شرط أن لا يكون ذلك مجحفاً بمصالحه الخاصة.
- خامساً: يتعهد ابن سعود بحرية المرور في أقطاره على السبل المؤدية إلى المواطن المباركة وأن يحمي الحجاج في مسيرهم إلى المواطن المباركة ورجوعهم منها.
- سادساً: يتعهد ابن سعود كما تعهد آباؤه من قبل، بأن يتحاشى الاعتداء على أقطار الكويت والبحرين ومشايخ قطر وسواحل عمان التي هي تحت حماية الحكومة البريطانية ولها صلات عهدية مع الحكومة المذكورة، وألا يتدخل في شؤونها. وتخوم الأقطار الخاصة بهؤلاء ستعين فيما بعد.
- سابعاً: تتفق الحكومة البريطانية وابن سعود على عقد معاهدة أكثر تفصيلاً من هذه على الأمور التي لها مساس بالفريقين.
- حرر في 18 صفر 1334هـ/الموافق 26 ديسمبر 1915م.

## انظر ايضًا
- الدولة السعودية الثالثة.
- مطار دارين.
- ميناء دارين.